# Chromatonotus notatus
Chromatonotus notatus är en kackerlacksart som först beskrevs av Brunner von Wattenwyl 1893.  Chromatonotus notatus ingår i släktet Chromatonotus och familjen småkackerlackor. Inga underarter finns listade i Catalogue of Life.